# Viciria concolor
Viciria concolor es una especie de araña saltarina del género Viciria, familia Salticidae. Fue descrita científicamente por George Williams Peckham y su esposa E. G. Peckham en 1907.
Habita en Borneo.